# Mikel Atxaga
Mikel Atxaga Fernández (Urnieta, 25 d'agost de 1938 – Donostia, 10 de setembre de 2009) fou un periodista i traductor basc, acadèmic d'Euskaltzaindia i membre de l' Acadèmia Basca.
Fou membre del sacerdoci de Saturraran, però deixà el sacerdoci per dedicar-se al periodisme. Durant la dictadura emprà diferents noms per signar els seus treballs: Errialde, Mutiozabal, Irastortza i Iraola. Se'l considera el mestre de diverses generacions de periodistes bascos. Durant vint anys dirigí la col·lecció Bidegileak del Viceconseller de Política Lingüística del Govern Basc. L'any 1998 rebé el Premi Rikardo Arregi de Periodisme de l'Ajuntament d'Andoain i el 2009 el Premi Argia per la seva llarga i pròspera carrera.